# مرتضى البريه
مرتضى البريه لاعب كرة قدم سعودي ، يلعب في خط الدفاع في نادي الروضة.
كانت بداياته مع نادي الاتفاق و أعاره الإتفاق في صيف 2013 إلى نادي الخليج لمدة سنة و إنتقل إلى نادي الوطني عام 2017 و انتقل إلى نادي العدالة في عام 2018 وانتقل إلى العربي في عام 2023 وانتقل إلى نادي الروضة في عام 2024.

## روابط خارجية
- مرتضى البريه على موقع Soccerway.com (الإنجليزية)
- مرتضى البريه على موقع كووورة